# 圖爾欽齊
49°16′5″N 26°24′48″E / 49.26806°N 26.41333°E
圖爾欽齊（烏克蘭語：Турчинці）是位於烏克蘭西部的村莊，由赫梅利尼茨基州裡赫梅利尼茨基區的霍羅多克市鎮負責管轄。該村面積0.27平方公里，海拔高度300米，2001年人口590，人口密度每平方公里2,209.7人。